# Giovanni Carsana
Giovanni Carsana (in croato Ivan Karsana o Karsan; Zara, 7 novembre 1718 – Zara, 12 dicembre 1800) è stato un arcivescovo cattolico dalmata.

## Biografia
Giovanni Carsana nacque a Zara, nella Repubblica di Venezia, il 7 novembre 1718, da una delle più eminenti famiglie della città.
Studiò presso il seminario "Florio", dove si laureò in filosofia e teologia per poi divenire docente di filosofia presso i seminari di Zara e Spalato, di cui fu anche rettore. Dopo aver conseguito il dottorato in filosofia e teologia presso l'università di Padova divenne canonico della cattedrale di Zara, poi arcidiacono e infine vicario generale dell'arcivescovo zaratino Matteo Caraman.
Il 23 settembre 1771 fu eletto da papa Clemente XIV come nuovo vescovo di Curzola; ricevette la consacrazione il successivo 29 settembre dalle mani del cardinale Lodovico Calini, co-consacranti l'arcivescovo titolare di Atene Giuseppe Maria Contesini e il vescovo di Pienza Francesco Maria Piccolomini. Tre anni dopo, il 6 giugno 1774, fu nominato arcivescovo metropolita della nativa Zara. Ricevette il pallio a Venezia il 26 settembre dello stesso anno dall'arcivescovo di Torcello Paolo Da Ponte.
Durante il suo episcopato zaratino, concesse ampio spazio all'utilizzo della lingua croata e dell'alfabeto glagolitico, in ambito sia liturgico sia pastorale, a discapito del latino e dell'italiano. Si interessò inoltre a migliorare la formazione del clero locale, in particolare degli studenti del Seminario Illirico, al cui statuto aggiunse un supplemento di diciassette capitoli. Nel 1781 fece restaurare, in parte a sue proprie spese, la cattedrale di Sant'Anastasia, in particolare il tetto, che venne completamente rifatto. Nella stessa occasione venne restaurato anche il palazzo vescovile.
Quando nel 1797, a seguito del trattato di Campoformio, la Dalmazia fu annessa alla Monarchia asburgica, accolse solennemente il generale Matija Rukavina come un liberatore e si prodigò attivamente affinché la popolazione facesse altrettanto. Come molti altri prelati dalmati, infatti, Carsana sperava che l'incorporazione della Dalmazia nei domini austriaci avrebbe portato a una sua unificazione con il Regno di Croazia e alla conseguente nascita di un'entità statale pancroata.
Negli ultimi mesi di vita perse completamente l'uso della vista. Morì a Zara il 12 dicembre 1800. Le esequie si svolsero tre giorni dopo e fu seppellito ai piedi dell'altare di Sant'Anastasia della cattedrale zaratina.

## Genealogia episcopale e successione apostolica
La genealogia episcopale è:
- Cardinale Scipione Rebiba
- Cardinale Giulio Antonio Santori
- Cardinale Girolamo Bernerio, O.P.
- Arcivescovo Galeazzo Sanvitale
- Cardinale Ludovico Ludovisi
- Cardinale Luigi Caetani
- Cardinale Ulderico Carpegna
- Cardinale Paluzzo Paluzzi Altieri degli Albertoni
- Cardinale Gaspare Carpegna
- Cardinale Fabrizio Paolucci
- Cardinale Francesco Barberini
- Cardinale Angelo Maria Querini, O.S.B.Cas.
- Cardinale Lodovico Calini
- Arcivescovo Giovanni Carsana

La successione apostolica è:
- Vescovo Fabiano Blascovich (1778)